# Acacia enterocarpa
Acacia enterocarpa é uma espécie de leguminosa do gênero Acacia, pertencente à família Fabaceae.